# Sero’wbe Isachanjan
Sero’wbe Isachanjan – duchowny Apostolskiego Kościoła Ormiańskiego, od 2019 biskup Niemiec.
Sakrę otrzymał 12 maja 2019.